# Fränkischer Marienweg

Verlauf des Fränkischen Marienweges

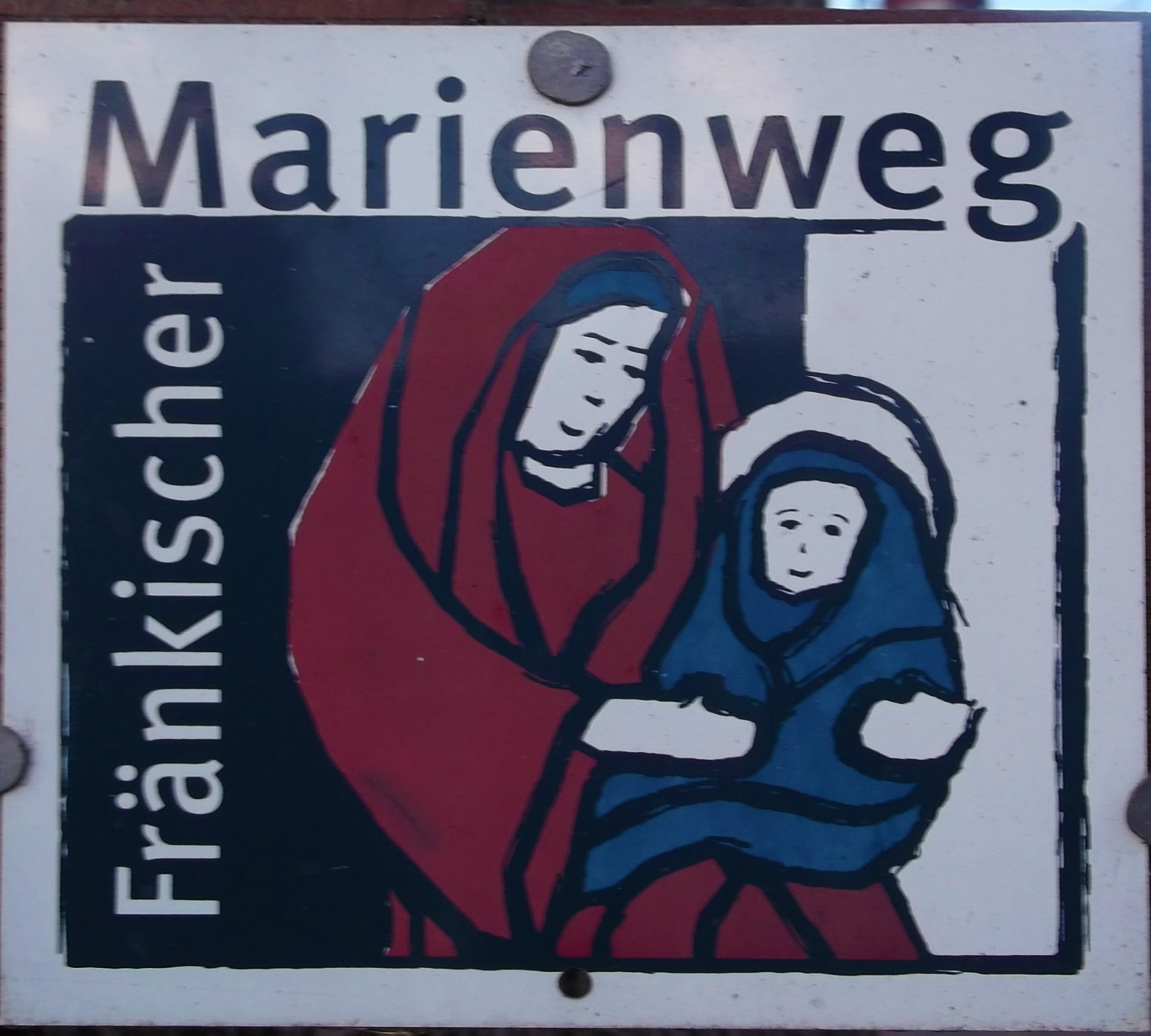
Wanderzeichen

Der Fränkische Marienweg ist ein rund 1920 km langer Fernwanderweg durch die bayerischen Regierungsbezirke Unterfranken, Oberfranken und Mittelfranken. Er berührt 87 Wallfahrtsorte im Bistum Würzburg und Erzbistum Bamberg. Kurze Abschnitte der Strecke verlaufen auch durch Baden-Württemberg, Hessen, Thüringen sowie die Oberpfalz. Der Weg berührt hauptsächlich Orte der Marienverehrung. Sein Markierungs-Logo ist eine Muttergottes in rotem Gewand mit Jesuskind in blauem Gewand auf dunkelblauem Grund.

## Geschichte
Der Fränkische Marienweg wurde 2002 auf Initiative von Josef Treutlein angelegt, des Pfarrers von St. Josef im Würzburger Stadtteil Grombühl. Dieser hat ihn nach eigenen Angaben jedoch noch nicht selbst komplett begangen. Zunächst bestand der Weg aus einer West- und einer Ostschleife jeweils mit Start und Ziel in Würzburg. Die Streckenführung setzt auf älteren Wanderrouten auf, die Landkreise und Wandervereine bereits festgelegt und markiert hatten. Der Fernwanderweg war von seinem Initiator in erster Linie für Wallfahrer, Pilger, Kirchenverbände und andere christlich orientierte Wandergruppen geplant, wird jedoch auch allgemein als Freizeit-Wander- und Radweg genutzt.
Seit 2013 ist für den Fränkischen Marienweg ein Pilgerausweis erhältlich, in dem die Wallfahrer Stempel von allen Etappen sammeln können. Im Jahr 2020 wurde der Marienweg um Routen in Ober- und Mittelfranken im Gebiet des Erzbistums Bamberg erweitert. Diese bestehen wie die älteren Strecken ebenfalls aus zwei längeren Rundwanderwegen mit Ausgangspunkt in Bamberg, der westlichen Magnifikat-Route (466 km) und der östlichen Ave-Maria-Route (593 km).

## Geographie

### Routen ab Würzburg
Die Würzburger Route besteht aus vier Hauptabschnitten mit einzelnen Etappen von 2,4 bis 51,4 km Länge. Sie berührt nicht nur bekannte fränkische Wallfahrtsorte wie beispielsweise Mariabuchen, Kälberau, Hessenthal und Kloster Kreuzberg, sondern auch Weinorte wie Dettelbach und Volkach, ein traditionelles Kurbad (Bad Kissingen) und zahlreiche kunsthistorische Höhepunkte, nicht nur in größeren Städten wie Würzburg und Aschaffenburg, sondern auch auf den ländlicheren Etappen wie beispielsweise in Münnerstadt die Pfarrkirche St. Magdalena mit ihrem Tilman-Riemenschneider-Altar.
Westschleife:
- Route 1 (139,4 km in 7 Etappen) folgt zunächst bis Karlstadt dem Main in nördlicher Richtung, biegt dann nach Westen ab und durchquert den nördlichen bayerischen Spessart und Kahlgrund bis Aschaffenburg.
- Route 2 (193,2 km in 10 Etappen) führt von Aschaffenburg zunächst südlich entlang des Mains bis Miltenberg, zieht dann eine Schleife durch den Odenwald zurück zum Main bei Bürgstadt und verläuft  östlich parallel zum Fluss bis Lengfurt. Er umrundet somit den südlichen Spessart und führt zuletzt über Höchberg bis nach Würzburg.

Ostschleife:
- Route 3 (238,3 km in 13 Etappen) führt von der Würzburger Schönstattkapelle nach einem kurzen Südschlenker nach Osten und Norden, mehrmals den Main überquerend, entlang des Ochsenfurter Gaus, des Steigerwalds und der Haßberge über Haßfurt nach Ipthausen bei Bad Königshofen.
- Route 4 (288,5 km in 17 Etappen) folgt der Fränkischen Saale bis Bad Kissingen und führt dann nach einem Schwenk nach Norden durch die Rhön. Bei Bad Brückenau wendet sie sich wieder nach Süden und erreicht über Hammelburg und Arnstein den Ausgangspunkt Würzburg.

#### Etappenziele der Routen ab Würzburg
Die einzelnen Etappen des Würzburger Marienwegs sind: 
| Nr. | Etappe                                | Ort Ortsteil                                   | Bild | Koordinaten                      |
| --- | ------------------------------------- | ---------------------------------------------- | ---- | -------------------------------- |
| 01  | Marienkapelle                         | Würzburg                                       |      | 49° 47′ 41,2″ N, 9° 55′ 46,5″ O  |
| 02  | Kapelle Maria Hilf                    | Erlabrunn                                      |      | 49° 51′ 49,1″ N, 9° 49′ 56,6″ O  |
| 03  | Friedhofskapelle Maria Hilf           | Zellingen                                      |      | 49° 54′ 2,8″ N, 9° 48′ 48″ O     |
| 04  | Maria im Grünen Tal                   | Zellingen Retzbach                             |      | 49° 54′ 10,2″ N, 9° 49′ 47,8″ O  |
| neu | Weinbergskapelle Maria an der Kelter  | Himmelstadt                                    |      | 49° 55′ 32,2″ N, 9° 49′ 1,1″ O   |
| 05  | Mariabuchen                           | Lohr am Main Sendelbach                        |      | 49° 59′ 19,2″ N, 9° 37′ 20,4″ O  |
| 06  | Kloster Schönau                       | Gemünden am Main Seifriedsburg                 |      | 50° 4′ 35,7″ N, 9° 43′ 15,3″ O   |
| 07  | Mariä Geburt                          | Fellen Rengersbrunn                            |      | 50° 7′ 4″ N, 9° 32′ 53″ O        |
| neu | Kapelle Mariä im Aufgang              | Mömbris Schimborn                              |      | 50° 3′ 7,6″ N, 9° 12′ 7,8″ O     |
| 08  | Maria zum rauhen Wind                 | Alzenau Kälberau                               |      | 50° 5′ 33″ N, 9° 5′ 42″ O        |
| 09  | Mariä Heimsuchung („Sandkirche“)      | Aschaffenburg                                  |      | 49° 58′ 26,4″ N, 9° 9′ 2,9″ O    |
| 10  | Maria an der Sonne                    | Hösbach Winzenhohl                             |      | 49° 59′ 10,3″ N, 9° 13′ 42,2″ O  |
| 11  | Wallfahrtskirche Hessenthal           | Mespelbrunn Hessenthal                         |      | 49° 55′ 36,8″ N, 9° 17′ 2,8″ O   |
| 12  | Kapelle Maria Frieden                 | Aschaffenburg Obernau                          |      | 49° 56′ 7,1″ N, 9° 9′ 23,4″ O    |
| 13  | Maria-Schnee-Kapelle                  | Röllbach                                       |      | 49° 46′ 30,8″ N, 9° 14′ 56,3″ O  |
| 14  | Kloster Engelberg über dem Main       | Großheubach                                    |      | 49° 43′ 26″ N, 9° 13′ 55″ O      |
| 15  | Staffelmadonna                        | Miltenberg                                     |      | 49° 41′ 58,4″ N, 9° 15′ 6,4″ O   |
| 16  | Muttergottes auf dem Holderstock      | Schneeberg                                     |      | 49° 38′ 26,2″ N, 9° 14′ 48,5″ O  |
| 17  | Pfarrkirche Mariä Verkündigung        | Faulbach                                       |      | 49° 46′ 56,3″ N, 9° 26′ 32,6″ O  |
| 18  | Pfarrkirche Mariä Geburt              | Höchberg                                       |      | 49° 46′ 51,6″ N, 9° 52′ 33,6″ O  |
| 19  | Käppele                               | Würzburg                                       |      | 49° 47′ 3,5″ N, 9° 55′ 18,8″ O   |
| 20  | Schönstatt-Kapelle auf der Marienhöhe | Würzburg                                       |      | 49° 46′ 21,3″ N, 9° 58′ 20,7″ O  |
| 21  | Marienkapelle                         | Bütthard                                       |      | 49° 35′ 34,2″ N, 9° 52′ 47,2″ O  |
| 22  | Kirche zur Hl. Jungfrau Maria         | Sonderhofen Bolzhausen                         |      | 49° 35′ 36,5″ N, 10° 1′ 28,5″ O  |
| 23  | Loretokapelle                         | Dettelbach Effeldorf                           |      | 49° 47′ 48,3″ N, 10° 5′ 10,3″ O  |
| 24  | Maria im Sand                         | Dettelbach                                     |      | 49° 48′ 18,5″ N, 10° 10′ 13,7″ O |
| 25  | Maria de Rosario                      | Volkach Dimbach                                |      | 49° 49′ 55,4″ N, 10° 15′ 23,2″ O |
| 26  | Maria im Weingarten                   | Volkach                                        |      | 49° 52′ 28,8″ N, 10° 12′ 50,3″ O |
| 27  | Kapelle Maria Hilf                    | Dingolshausen Bischwind                        |      | 49° 55′ 21,5″ N, 10° 23′ 32,3″ O |
| 28  | Wallfahrtskirche Maria Limbach        | Eltmann Limbach                                |      | 49° 59′ 8,9″ N, 10° 37′ 3,7″ O   |
| 29  | Zeiler Käppele                        | Zeil am Main                                   |      | 50° 0′ 34,5″ N, 10° 36′ 7,7″ O   |
| neu | Marienkirche                          | Königsberg in Bayern                           |      | 50° 4′ 55,2″ N, 10° 34′ 12,2″ O  |
| 30  | Ritterkapelle Haßfurt                 | Haßfurt                                        |      | 50° 1′ 54,6″ N, 10° 30′ 42,1″ O  |
| 31  | Wallfahrt zu Maria vom Sieg           | Gädheim Greßhausen                             |      | 50° 2′ 6″ N, 10° 22′ 56,6″ O     |
| 32  | Kerlachkapelle                        | Stadtlauringen                                 |      | 50° 11′ 0,1″ N, 10° 21′ 36,4″ O  |
| 33  | Mariä Geburt                          | Bad Königshofen im Grabfeld Ipthausen          |      | 50° 18′ 2,5″ N, 10° 28′ 54,4″ O  |
| 34  | Findelbergkirche                      | Saal an der Saale                              |      | 50° 19′ 17,9″ N, 10° 21′ 26,8″ O |
| 35  | Großenbergkapelle                     | Mellrichstadt                                  |      | 50° 25′ 32,6″ N, 10° 18′ 19,1″ O |
| 36  | Wallfahrtskirche St. Ulrich           | Bastheim Braidbach                             |      | 50° 23′ 10,6″ N, 10° 11′ 18,1″ O |
| 37  | Kloster Bildhausen                    | Münnerstadt Kleinwenkheim                      |      | 50° 16′ 37″ N, 10° 17′ 15″ O     |
| 38  | Kirche Mariä Himmelfahrt              | Münnerstadt Fridritt                           |      | 50° 15′ 34,5″ N, 10° 15′ 14,7″ O |
| 39  | Talkirche Münnerstadt                 | Münnerstadt                                    |      | 50° 13′ 10,9″ N, 10° 11′ 49,4″ O |
| 40  | Terzenbrunn                           | Bad Kissingen Arnshausen                       |      | 50° 9′ 1,4″ N, 10° 6′ 10″ O      |
| 41  | Marienkapelle                         | Bad Kissingen                                  |      | 50° 12′ 6″ N, 10° 5′ 4″ O        |
| 42  | Mariä Geburt                          | Münnerstadt Windheim                           |      | 50° 15′ 56,3″ N, 10° 6′ 35,3″ O  |
| 43  | Maria-Schnee-Kirche                   | Niederlauer Unterebersbach                     |      | 50° 17′ 57,1″ N, 10° 8′ 2,8″ O   |
| 44  | Kloster Kreuzberg                     | Bischofsheim in der Rhön Haselbach in der Rhön |      | 50° 22′ 14,5″ N, 9° 58′ 31,4″ O  |
| 45  | Kloster Volkersberg                   | Bad Brückenau Volkers                          |      | 50° 19′ 45″ N, 9° 46′ 3,5″ O     |
| 46  | Maria Ehrenberg                       | Wildflecken Truppenübungsplatz Wildflecken     |      | 50° 23′ 8,8″ N, 9° 48′ 38,8″ O   |
| 47  | Maria Steinthal                       | Hammelburg                                     |      | 50° 6′ 15,1″ N, 9° 53′ 5,7″ O    |
| 48  | Wallfahrtskirche Mariä Heimsuchung    | Werneck Eckartshausen                          |      | 50° 0′ 36,8″ N, 10° 4′ 44,3″ O   |
| 49  | Maria Sondheim                        | Arnstein                                       |      | 49° 58′ 24,2″ N, 9° 57′ 45,7″ O  |
| 50  | Augustinerkloster Fährbrück           | Hausen bei Würzburg                            |      | 49° 55′ 4,3″ N, 10° 2′ 42,3″ O   |

### Routen ab Bamberg
Magnificat-Route:

(466 km in 14 Etappen) Sie führt zuerst mainabwärts bis Zeil (hier Anschluss an die Ostschleife des Würzburger Marienwegs), durchquert dann in südwestlicher Richtung den Steigerwald (über Ebrach, Schlüsselfeld und Scheinfeld) und erreicht Rothenburg. Dann wendet sie sich nach Osten und erreicht über Heilsbronn die Stadt Fürth. Hier nach Norden abbiegend, führt sie westlich des Regnitz-Tales wieder zurück nach Bamberg.
Ave-Maria-Route:

(593 km in 26 Etappen) Sie verläuft zuerst östlich des Regnitz-Tals über Forchheim nach Nürnberg. Dann folgt sie dem Pegnitz-Tal aufwärts und biegt hinter Pegnitz nach Gößweinstein ab. Nachdem sie nun in nördlicher Richtung die Fränkische Schweiz durchquert hat, erreicht sie Kulmbach und durchquert den Frankenwald. Auf dem Rückweg nach Süden erreicht sie über Kronach bei Lichtenfels wieder das Main-Tal. Über Vierzehnheiligen, Kloster Banz und Scheßlitz führt sie dann zurück nach Bamberg.

#### Etappenziele der Routen ab Bamberg
Die einzelnen Etappen des Bamberger Marienwegs sind: 
| Nr. | Etappe                                         | Ort Ortsteil                                                  | Bild | Koordinaten                      |
| --- | ---------------------------------------------- | ------------------------------------------------------------- | ---- | -------------------------------- |
| 01  | Bamberger Dom                                  | Bamberg                                                       |      | 49° 53′ 26,5″ N, 10° 52′ 57,1″ O |
| 02  | Dreimal wunderbare Mutter (Schönstatt-Zentrum) | Scheßlitz Dörrnwasserlos                                      |      | 50° 1′ 45,4″ N, 11° 3′ 21″ O     |
| 03  | Hankirche                                      | Ebensfeld Prächting                                           |      | 50° 2′ 54,8″ N, 10° 58′ 44,6″ O  |
| 04  | Abtei Maria Frieden                            | Zapfendorf Kirchschletten                                     |      | 50° 0′ 47,8″ N, 10° 58′ 31,4″ O  |
| 05  | Mariä Aufnahme in den Himmel                   | Rattelsdorf Medlitz                                           |      | 50° 2′ 52,7″ N, 10° 53′ 4,6″ O   |
| 06  | Mariä Schmerz                                  | Ebensfeld Eggenbach                                           |      | 50° 6′ 2,8″ N, 10° 54′ 5,5″ O    |
| 07  | Kloster Banz                                   | Bad Staffelstein Unnersdorf                                   |      | 50° 7′ 57,5″ N, 11° 0′ 2,7″ O    |
| 08  | Basilika Vierzehnheiligen                      | Bad Staffelstein Grundfeld                                    |      | 50° 6′ 57,2″ N, 11° 3′ 12″ O     |
| 09  | Unsere Liebe Frau                              | Lichtenfels                                                   |      | 50° 8′ 48,6″ N, 11° 3′ 55,4″ O   |
| 10  | Königin des Friedens                           | Kronach Glosberg                                              |      | 50° 17′ 16,4″ N, 11° 19′ 15,4″ O |
| 11  | Königin der Märtyrer                           | Teuschnitz Haßlach                                            |      | 50° 25′ 49,6″ N, 11° 23′ 53,5″ O |
| 12  | Mariä Geburt                                   | Steinwiesen                                                   |      | 50° 17′ 36,6″ N, 11° 27′ 47,7″ O |
| 13  | Mariä Aufnahme in den Himmel                   | Wallenfels Neuengrün                                          |      | 50° 18′ 1,4″ N, 11° 30′ 29,9″ O  |
| 14  | Basilika Marienweiher                          | Marktleugast Marienweiher                                     |      | 50° 9′ 27,9″ N, 11° 38′ 10,5″ O  |
| 15  | Maria in der jugend                            | Mainleus Motschenbach                                         |      | 50° 5′ 28″ N, 11° 20′ 24,4″ O    |
| 16  | Mariä Himmelfahrt                              | Hollfeld                                                      |      | 49° 56′ 18,6″ N, 11° 17′ 24,6″ O |
| 17  | Basilika Gößweinstein                          | Gößweinstein                                                  |      | 49° 46′ 11,7″ N, 11° 20′ 13,8″ O |
| 18  | Die verlassene Muttergottes                    | Creußen Lindenhardt                                           |      | 49° 49′ 44,8″ N, 11° 32′ 2,1″ O  |
| 19  | Mariä Heimsuchung                              | Kirchenthumbach Heinersreuth                                  |      | 49° 47′ 6″ N, 11° 40′ 27″ O      |
| 20  | Maria-Hilf-Kapelle (Reichenbach)               | Auerbach in der Oberpfalz Reichenbach (Auerbach) / Degelsdorf |      | 49° 42′ 58,5″ N, 11° 37′ 50,2″ O |
| 21  | Mariä Heimsuchung                              | Simmelsdorf Hüttenbach                                        |      | 49° 36′ 11,2″ N, 11° 20′ 25,1″ O |
| 22  | Unsere Liebe Frau                              | Nürnberg Sebalder Altstadt                                    |      | 49° 27′ 14,5″ N, 11° 4′ 41,3″ O  |
| 23  | Einsiedelner Muttergottes am Lohranger         | Pinzberg                                                      |      | 49° 41′ 6,6″ N, 11° 5′ 51,3″ O   |
| 24  | Wallfahrtskirche St. Anna                      | Weilersbach Unterweilersbach                                  |      | 49° 44′ 35,4″ N, 11° 7′ 47,4″ O  |
| 25  | Marienkapelle                                  | Ebermannstadt                                                 |      | 49° 46′ 48,5″ N, 11° 11′ 8,6″ O  |
| 26  | Maria Hilf                                     | Bamberg                                                       |      | 49° 53′ 24,3″ N, 10° 54′ 20,8″ O |
| 27  | Unsere Liebe Frau                              | Bamberg                                                       |      | 49° 53′ 21,7″ N, 10° 53′ 4,1″ O  |
| 28  | Marianische Gebetsstätte                       | Heroldsbach                                                   |      | 49° 41′ 20,5″ N, 10° 59′ 49,2″ O |
| 29  | Geburt Mariens                                 | Heßdorf Hannberg                                              |      | 49° 38′ 12,6″ N, 10° 54′ 5,8″ O  |
| 30  | Notre-Dame de Vie                              | Weisendorf                                                    |      | 49° 37′ 21,9″ N, 10° 49′ 38,5″ O |
| 31  | Kapelle St. Elisabeth                          | Herzogenaurach Hammerbach                                     |      | 49° 35′ 36,4″ N, 10° 51′ 1,8″ O  |
| 32  | Verlassene Muttergottes                        | Veitsbronn                                                    |      | 49° 30′ 47,7″ N, 10° 53′ 8,2″ O  |
| 33  | Kobolzeller Kirche                             | Rothenburg ob der Tauber                                      |      | 49° 22′ 23,9″ N, 10° 10′ 38,6″ O |
| 34  | St. Vitus                                      | Iphofen                                                       |      | 49° 42′ 19,5″ N, 10° 15′ 35,9″ O |
| 35  | Maria Hilf                                     | Scheinfeld Schwarzenberg                                      |      | 49° 40′ 21,1″ N, 10° 28′ 50,8″ O |
| 36  | Klein Mariazell                                | Schlüsselfeld                                                 |      | 49° 45′ 21,1″ N, 10° 37′ 5,7″ O  |
| 37  | Klosterkirche Ebrach                           | Ebrach                                                        |      | 49° 50′ 51″ N, 10° 29′ 42,5″ O   |
| 38  | Marienkapelle                                  | Priesendorf                                                   |      | 49° 54′ 19,8″ N, 10° 42′ 49,9″ O |
| 39  | Maria Limbach                                  | Eltmann Limbach                                               |      | 49° 59′ 8,9″ N, 10° 37′ 3,9″ O   |
| 40  | Maria Hilf                                     | Oberhaid                                                      |      | 49° 55′ 54,5″ N, 10° 48′ 58,8″ O |